# Stazione di Sant'Andrea dello Ionio
La stazione di Sant'Andrea dello Ionio è una stazione ferroviaria posta sulla ferrovia Jonica. Serviva il centro abitato di Sant'Andrea Apostolo dello Ionio.